# Aliella
 Aliella  Qaiser & Lack, 1986 è un genere di piante angiosperme dicotiledoni della famiglia delle Asteraceae (sottofamiglia Asteroideae).

## Etimologia
Il nome scientifico del genere è stato definito dai botanici Mohammad Qaiser (1946-) e Hans Walter Lack (1949-) nella pubblicazione "Botanische Jahrbücher für Systematik, Pflanzengeschichte und Pflanzengeographie. Leipzig" (Bot. Jahrb. Syst. 106(4): 488) del 1986.

## Descrizione
Habitus. Le specie di questo genere hanno un habitus di tipo erbaceo perenne o sub-arbustivo. I cauli di queste piante sono provvisti del floema, ma non di canali resiniferi; mentre i sesquiterpeni lattoni sono normalmente assenti (piante senza lattice).
Fusto. La parte aerea in genere è eretta, semplice o ramosa.
Foglie. Le foglie in genere sono disposte in modo alternato e sono in maggioranza sessili. La lamina è intera con varie forme; i margini sono dentati e revoluti o piatti. Inoltre sono sparsamente tomentose su entrambe le superfici.
Infiorescenza. Le sinflorescenze sono scapose (capolini solitari); raramente sono raccolti in formazioni lasso-corimbose. Le infiorescenze vere e proprie sono formate da un capolino terminale peduncolato di tipo discoide (con fiori omogami) o disciforme (con fiori eterogami). I capolini sono formati da un involucro, con forme da cilindriche a campanulate, composto da diverse brattee, al cui interno un ricettacolo fa da base ai fiori. Le brattee, brunastre a consistenza cartilaginea, sono disposte in modo più o meno embricato su più serie e possono essere connate alla base (strati di stereoma indiviso);  talora possono avere un margine ialino. Il ricettacolo è nudo ossia senza pagliette a protezione della base dei fiori; la forma è piatta.
Fiori.  I fiori sono tetra-ciclici (formati cioè da 4 verticilli: calice – corolla – androceo – gineceo) e pentameri (calice e corolla formati da 5 elementi). Sono inoltre tubulosi, attinomorfi e si distinguono in:
- fiori del disco esterni: sono molti su 1 – 3 serie; sono femminili e filiformi;
- fiori del disco centrali: sono pochi; sono ermafroditi.

In questo gruppo di piante i fiori radiati (ligulati o del raggio) sono assenti; a volte sono confusi con i fiori femminili (tubulosi) del disco esterno più o meno sub-zigomorfi con un lembo piatto e possono essere interpretati come fiori del raggio.
- Formula fiorale:

*/x K {\displaystyle \infty }, [C (5), A (5)], G 2 (infero), achenio
- Calice: i sepali del calice sono ridotti ad una coroncina di squame.
- Corolla: la forma della corolla normalmente è tubolare con 5 lobi (raramente 4); i lobi hanno una forma deltata o più o meno lanceolata. Il colore della corolla è giallo.
- Androceo: l'androceo è formato da 5 stami sorretti da filamenti generalmente liberi; gli stami sono connati e formano un manicotto circondante lo stilo; le teche (produttrici del polline) sono prive di sperone, ma hanno la coda (una sola); le appendici apicali delle antere hanno delle forme piatte; il tessuto endoteciale (rivestimento interno dell'antera) è quasi sempre polarizzato (con due superfici distinte: una verso l'esterno e una verso l'interno). Il polline è di tipo echinato (con punte sporgenti) a forma sferica, è formato inoltre da due strati di ectesine, mentre lo strato basale è spesso e regolarmente perforato (tipo “gnafaloide”).[6]
- Gineceo: l'ovario è infero uniloculare formato da 2 carpelli. Lo stilo (il recettore del polline) è intero o biforcato con due stigmi nella parte apicale. Gli stigmi hanno una forma ottusa; possono essere ricoperti da minute papille o avere dei penicilli dorsali. Le superfici stigmatiche sono separate.[6]

Frutti. I frutti sono degli acheni con pappo. Gli acheni sono piccoli a forma ellissoide; la superficie è ricoperta di peli doppi allungati; il pericarpo può essere percorso longitudinalmente da 2 – 5 fasci vascolari. Il pappo in genere ridotto, è formato da setole capillari (piumose o barbate) connate alla base.

## Biologia
Impollinazione: l'impollinazione avviene tramite insetti (impollinazione entomogama tramite farfalle diurne e notturne).

Riproduzione: la fecondazione avviene fondamentalmente tramite l'impollinazione dei fiori (vedi sopra).

Dispersione: i semi (gli acheni) cadendo a terra sono successivamente dispersi soprattutto da insetti tipo formiche (disseminazione mirmecoria). In questo tipo di piante avviene anche un altro tipo di dispersione: zoocoria. Infatti gli uncini delle brattee dell'involucro (se presenti) si agganciano ai peli degli animali di passaggio disperdendo così anche su lunghe distanze i semi della pianta. Inoltre per merito del pappo il vento può trasportare i semi anche a distanza di alcuni chilometri (disseminazione anemocora).

## Distribuzione e habitat
Le specie di questo genere sono distribuite in Marocco.

## Tassonomia
La famiglia di appartenenza di questa voce (Asteraceae o Compositae, nomen conservandum) probabilmente originaria del Sud America, è la più numerosa del mondo vegetale, comprende oltre 23.000 specie distribuite su 1.535 generi, oppure 22.750 specie e 1.530 generi secondo altre fonti (una delle checklist più aggiornata elenca fino a 1.679 generi). La famiglia attualmente (2021) è divisa in 16 sottofamiglie; la sottofamiglia Asteroideae è una di queste e rappresenta l'evoluzione più recente di tutta la famiglia.

### Filogenesi
Il genere di questa voce è descritto nella tribù Gnaphalieae (una delle 21 tribù della sottofamiglia Asteroideae) e in particolare nella sottotribù Relhaniinae. Da un punto di vista filogenetico, la tribù Gnaphalieae fa parte del supergruppo (o sottofamiglia) "Asteroideae grade"; l'altro è il supergruppo "Non-Asteroideae" contenente il resto delle sottofamiglie delle Asteraceae. All'interno del supergruppo è vicina alle tribù Senecioneae, Calenduleae, Astereae e Anthemideae.
La sottotribù Relhaniinae (Relhania Clade) è un gruppo formalmente riconosciuto appartenente alla grande tribù delle Gnaphalieae. La sua posizione è "basale" ed è "sorella" al resto della tribù. La sottotribù è caratterizzata dall'avere un pappo ridotto, le foglie con pubescenza adassiale (la parte abassiale è ricoperta da ghiandole puntate) e solcate, i capolini solitari e i cromosomi diploidi con numero 14. Relhaniinae, da un punto di vista filogenetico, è divisa in due cladi; Alliella insieme ai generi  Phagnalon, Athrixia, Lepidostephium, Alatoseta e Pentatrichia appartiene al primo clade.
Alcune analisi filogenetiche sul DNA indicano una certa parafilia di Aliella e Phagnalon e suggeriscono che Aliella dovrebbe essere unita a Phagnalon.
Il cladogramma seguente, tratto dallo studio citato e semplificato, mostra una possibile configurazione filogenetica della sottotribù evidenziando la posizione del genere di questa voce.
|  | Alatoseta |
|  |           |
|  | Athrixia  |
|  |           |

|  | Phagnalon - Aliella |
|  |                     |
|  | Pentatrichia        |
|  |                     |

|  | Alatoseta |
|  |           |
|  | Athrixia  |
|  |           |

|  | Phagnalon - Aliella |
|  |                     |
|  | Pentatrichia        |
|  |                     |

|  | Alatoseta |
|  |           |
|  | Athrixia  |
|  |           |

|  | Phagnalon - Aliella |
|  |                     |
|  | Pentatrichia        |
|  |                     |

|  | Alatoseta |
|  |           |
|  | Athrixia  |
|  |           |

|  | Phagnalon - Aliella |
|  |                     |
|  | Pentatrichia        |
|  |                     |

|  | Alatoseta |
|  |           |
|  | Athrixia  |
|  |           |

|  | Phagnalon - Aliella |
|  |                     |
|  | Pentatrichia        |
|  |                     |

|  | Alatoseta |
|  |           |
|  | Athrixia  |
|  |           |

|  | Phagnalon - Aliella |
|  |                     |
|  | Pentatrichia        |
|  |                     |

|  | Alatoseta |
|  |           |
|  | Athrixia  |
|  |           |

|  | Phagnalon - Aliella |
|  |                     |
|  | Pentatrichia        |
|  |                     |

|  | Alatoseta |
|  |           |
|  | Athrixia  |
|  |           |

|  | Phagnalon - Aliella |
|  |                     |
|  | Pentatrichia        |
|  |                     |

I caratteri distintivi del genere  Aliella sono:
- le sinflorescenze sono formate più o meno da capolini solitari;
- i fiori esterni sono filiformi;
- si tratta di un endemismo del Nord-Africa.

Il numero cromosomico delle specie di questo genere è: 2n = 14 e 18.

### Elenco delle specie
Questo genere ha 4 specie:
- Aliella ballii (Klatt) Greuter
- Aliella iminouakensis  (Emb.) Dobignard & Jeanm.
- Aliella latifolia  (Maire) Dobignard
- Aliella platyphylla  (Maire) Qaiser & Lack